# Dogville
Dogville je film, který podle vlastního scénáře natočil roku 2003 dánský režisér Lars von Trier. V hlavních rolích se představili Nicole Kidmanová, Paul Bettany, Lauren Bacall, Stellan Skarsgård, James Caan a další. Film měl být součástí Trierem avizované trilogie o Spojených státech amerických, ale režisér natočil jen tento snímek a Manderlay, třetí zatím nevznikl.
Příběh je rozdělen do prologu a devíti kapitol. Odehrává se na jediném místě, v ateliéru s několika kulisami, které tvoří městečko Dogville. Do téměř tříhodinového snímku bylo obsazeno šestnáct herců.
V roce 2003 získal film ocenění Zlatá palma na filmovém festivalu v Cannes.

## Děj
Příběh se odehrává v malém městečku Dogville, ve kterém mladá žena Grace (Nicole Kidman) hledá úkryt nejprve před gangstery, později i před policií. Obyvatelé městečka začnou Grace časem využívat a přivážou ji na řetěz, aby nemohla utéci.
Její domnělý spojenec Tom Edison mladší, kterému věří a chová k němu city, ji udává gangsterům. Po několika dnech zabijáci přijíždějí do městečka. Vychází najevo, že Grace je dcerou mafiánského šéfa. Nasedá do jeho auta, v němž dochází k rozhodnutí, že se s ním vrátí domů.
Veškeré psychické a fyzické zneužívání jim oplácí stejnou mincí. Dává příkaz, aby městečko mafiáni vypálili. Toma Edisona, který je zručným manipulátorem, osobně popravuje výstřelem do hlavy.

## Obsazení
- John Hurt – vypravěč (originální anglická verze)
- Nicole Kidmanová – Grace Margaret Mulliganová
- Lauren Bacall – Ma Gingerová
- Chloë Sevigny – Liz Hensonová
- Paul Bettany – Tom Edison, Jr.
- Stellan Skarsgård – Chuck
- Udo Kier – muž v kabátu
- James Caan – The Big Man
- Shauna Shim – June
- Patricia Clarkson – Vera
- Jeremy Davies – Bill
- Philip Baker Hall – Tom Edison, Sr.
- Ben Gazzara – Jack McCay
- Blair Brown – paní Hensonová
- Željko Ivanek – Ben
- Harriet Andersson – Gloria
- Siobhan Fallon Hogan – Martha
- Cleo King – Olivia
- Miles Purinton – Jason